# Uncarina leandrii
Uncarina leandrii är en sesamväxtart som beskrevs av Jean-Henri Humbert. Uncarina leandrii ingår i släktet Uncarina och familjen sesamväxter. Utöver nominatformen finns också underarten U. l. rechbergeri.